# Hosakoti, Ramdurg
Hosakoti là một làng thuộc tehsil Ramdurg, huyện Belgaum, bang Karnataka, Ấn Độ.